# Wiesław Maniak
Wiesław Jan Maniak (Polonia, 22 de mayo de 1938-28 de junio de 2002) fue un atleta polaco, especializado en la prueba de 4 x 100 m en la que llegó a ser subcampeón olímpico en 1964.

## Carrera deportiva
En los JJ. OO. de Tokio 1964 ganó la medalla de plata en los relevos 4 x 100 metros, con un tiempo de 39.3 segundos, llegando a meta tras Estados Unidos que con 39.0 segundos batió el récord del mundo, y por delante de Francia, siendo sus compañeros de equipo: Andrzej Zielinski, Marian Foik y Marian Dudziak.